# Cornulaca monacantha
Cornulaca monacantha är en amarantväxtart som beskrevs av Alire Raffeneau Delile. Cornulaca monacantha ingår i släktet Cornulaca, och familjen amarantväxter. Utöver nominatformen finns också underarten C. m. diacantha.